# De hooiwagen (Constable)
De hooiwagen (Engels: The Hay Wain) is een landschap van de Engelse kunstschilder John Constable, gemaakt in 1821, 130,2 × 185,4 cm centimeter groot. Het toont de plattelandsomgeving bij Flatford, niet ver van zijn geboortehuis in Suffolk. Het werk is geschilderd in de stijl van de romantiek en bevindt zich momenteel in de collectie van de National Gallery te Londen.

## Context
Constable zou grote delen van zijn volwassen leven in Londen wonen, maar East Anglia, en met name Suffolk, waar hij geboren werd en opgroeide, bleef voor hem het hart van Engeland. Zijn leven lang zou hij ernaar blijven streven het karakter van "zijn eigen plekjes" vast te leggen in zijn schilderijen. Daarbij schilderde hij niet alleen wat hij zag, maar - als een ware romanticus - vooral ook wat hij voelde. Zelf schreef hij daarover: "Als ik schilder ervaar ik in al mijn vezels wat ik zie en wat ik hoor: het geluid van het water dat ontsnapt aan de molenstuwen, de wilgen, oude vervallen oevers, slijmerige palen en het grove metselwerk". In kronkelende beekjes en rivieren, vlakke uiterwaarden, bakstenen boerderijen en voortjagende wolken, vatte hij de geest van het Engelse landschap in een groots firmament samen. De hooiwagen is in dat opzicht exemplarisch te noemen voor zijn romantische werkwijze.

## Afbeelding

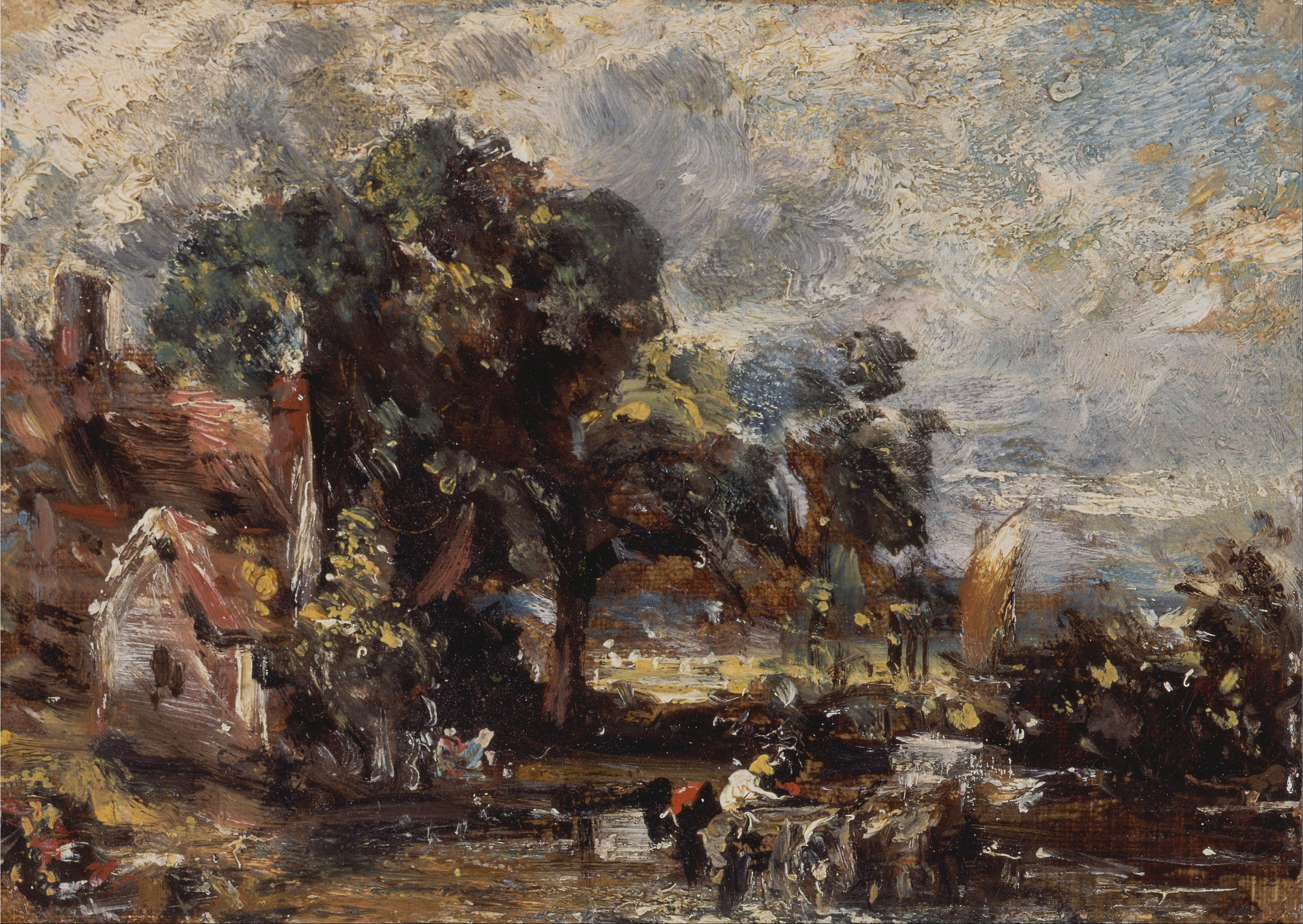
Schets voor De hooiwagen, Yale Centre.

De hooiwagen toont een welvarend boerenland in de late namiddag. Het is een kalm en harmonieus tafereel, waarbij in eerste instantie de aandacht wordt getrokken door de lege hooiwagen en zijn twee berijders, die de paarden door de ondiepe rivier loodsen. Toch zijn er ook diverse andere tekenen van activiteit te onderkennen: in de bosjes van de rivier staat een man bij een aangemeerde roeiboot, in het midden van de rivier zwemt een groepje eenden, bij de sluis lijkt een vrouw wat kleren te wassen of water te scheppen in de kruik naast haar, vooraan loopt een hond langs de oever en kijkt richting de wagen, in de verte zijn landarbeiders zichtbaar en graast vee. Constable vestigt de aandacht op deze details door minieme lichtstipjes af te zetten tegen de schaduwen, waarmee hij de compositie verlevendigt. Kleine vleugjes rood en wit, zoals die vaak te vinden zijn in het werk van Constable, verschaffen een brandpunt.

## Locatie
De locatie die Constable zo'n twee eeuwen geleden vereeuwigde, heeft echt zo bestaan en is momenteel een toeristische trekpleister. De nabijgelegen watermolen, Flatford Mill, was eigendom van Constables vader, de kleine hoeve links werd bewoond door de pachter Willy Lott, van wie werd gezegd dat hij tijdens zijn leven zijn woning voor niet meer dan vier dagen had verlaten. Het huisje en de molen staan er nog steeds, inclusief de lage schutting op de voorgrond, die de moestuin begrenst. Alleen een aantal bomen die op het schilderij voorkomen, zijn inmiddels verdwenen.

## Plaats in het oeuvre
De hooiwagen maakt deel uit van een serie van zes grote landschappen die Constable schilderde tussen 1819 en 1825, in de omgeving van de kleine rivier de Stour. Ze zijn uitgewerkt in een voor die tijd ongebruikelijk groot formaat voor landschappen, zo'n een meter tachtig breed, door de kunstenaar zelf "six-footers" genoemd. De vijf andere werken zijn: The White Horse, Stratford Mill, View of the Stour near Dedham, The Lock en The Leaping Horse. Hij schilderde ze stuk voor stuk in zijn atelier te Londen op basis van ter plekke gemaakte schetsen, die hij al vanaf 1809 had gemaakt, zowel in pen, waterverf als in olie. Voor de compositie van De hooiwagen heeft hij mogelijk ook een tekening van zijn medewerker John Dunthome gebruikt ter inspiratie.

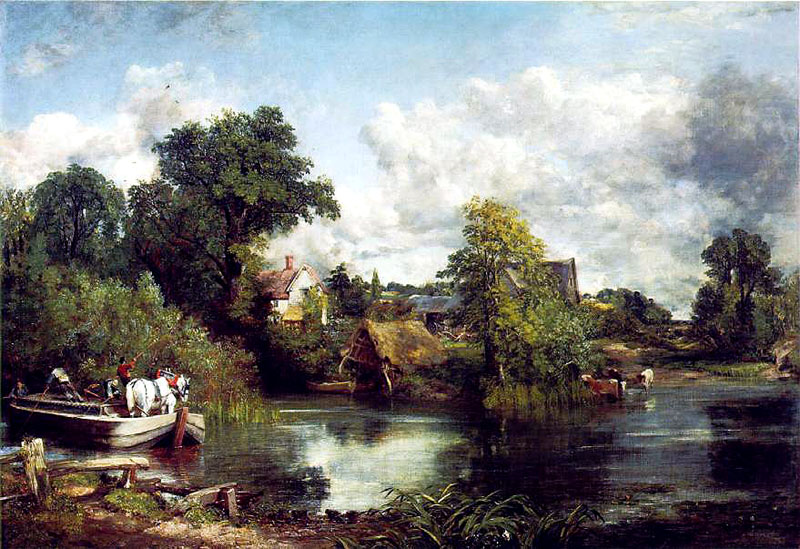
The White Horse, 1819
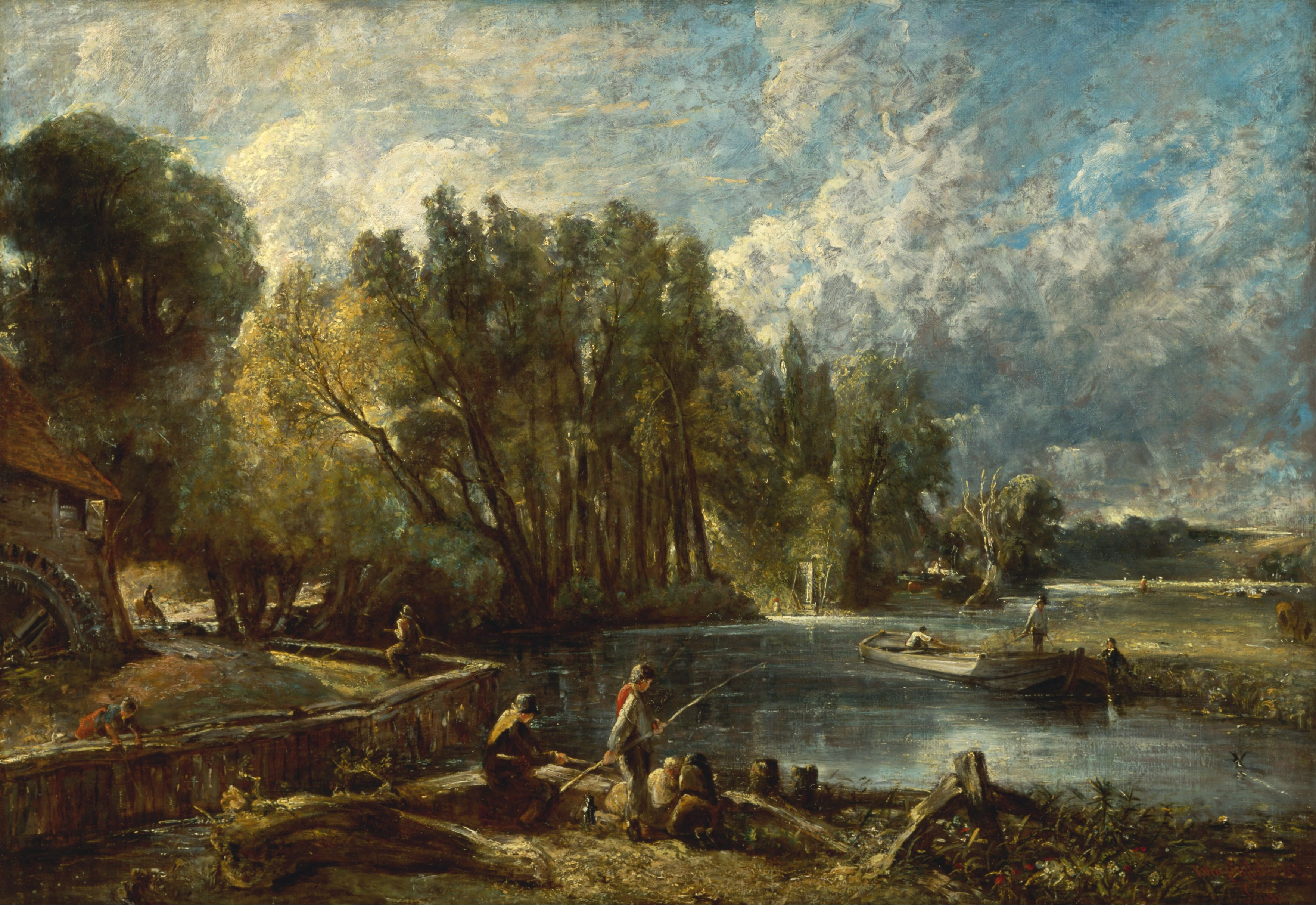
Stratford Mill, 1820
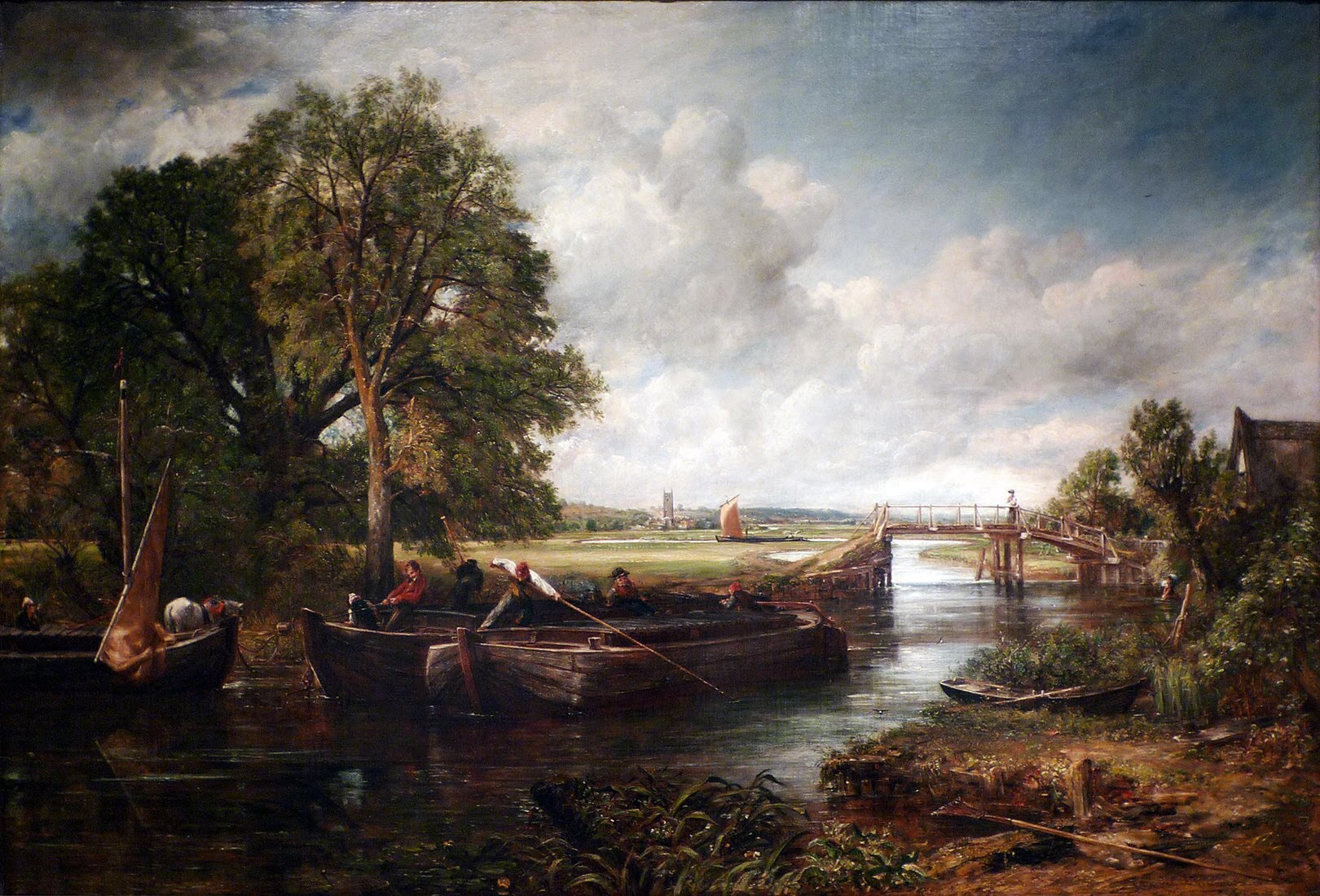
View on the Stour near Dedham, 1822
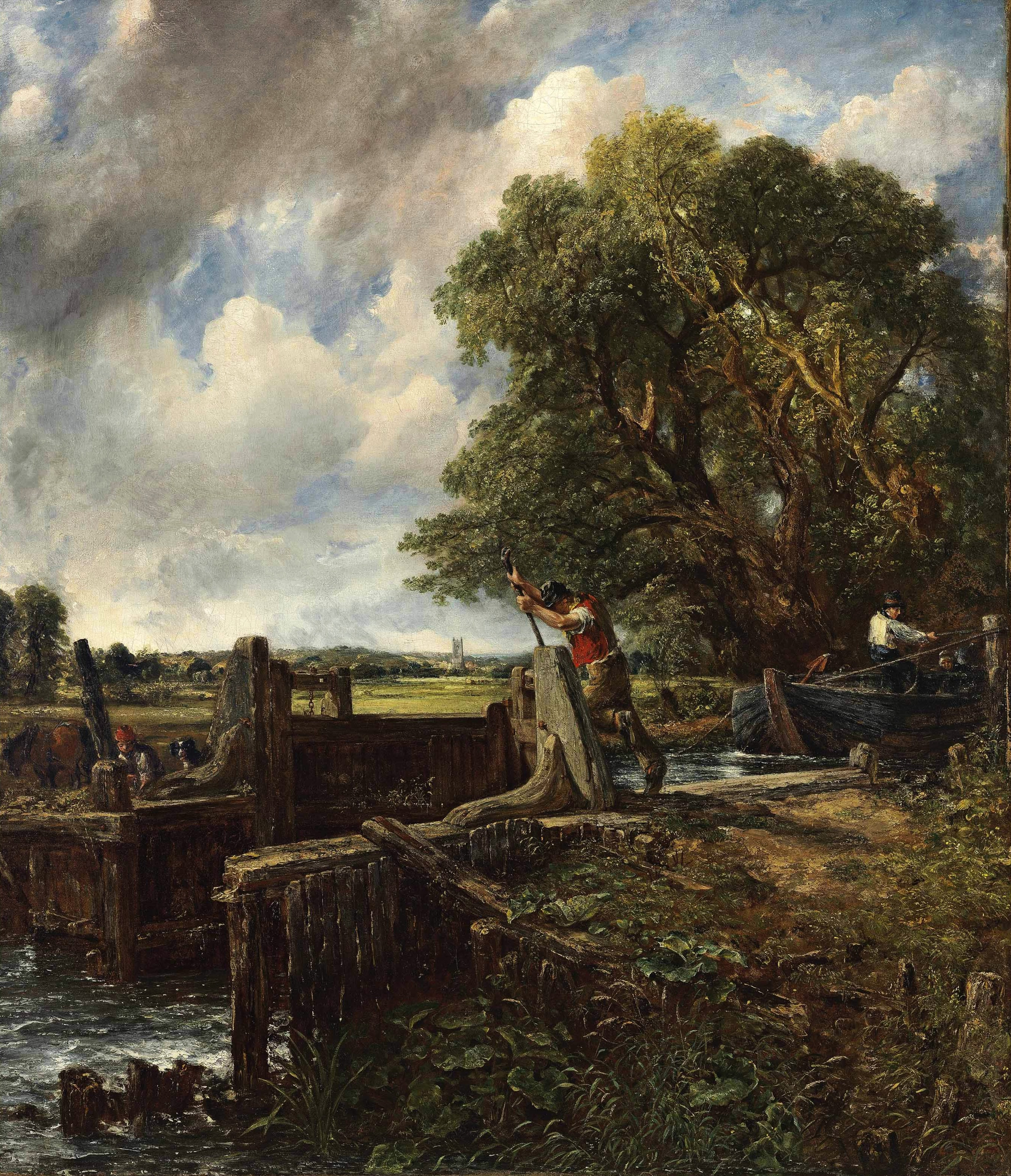
The Lock, 1824
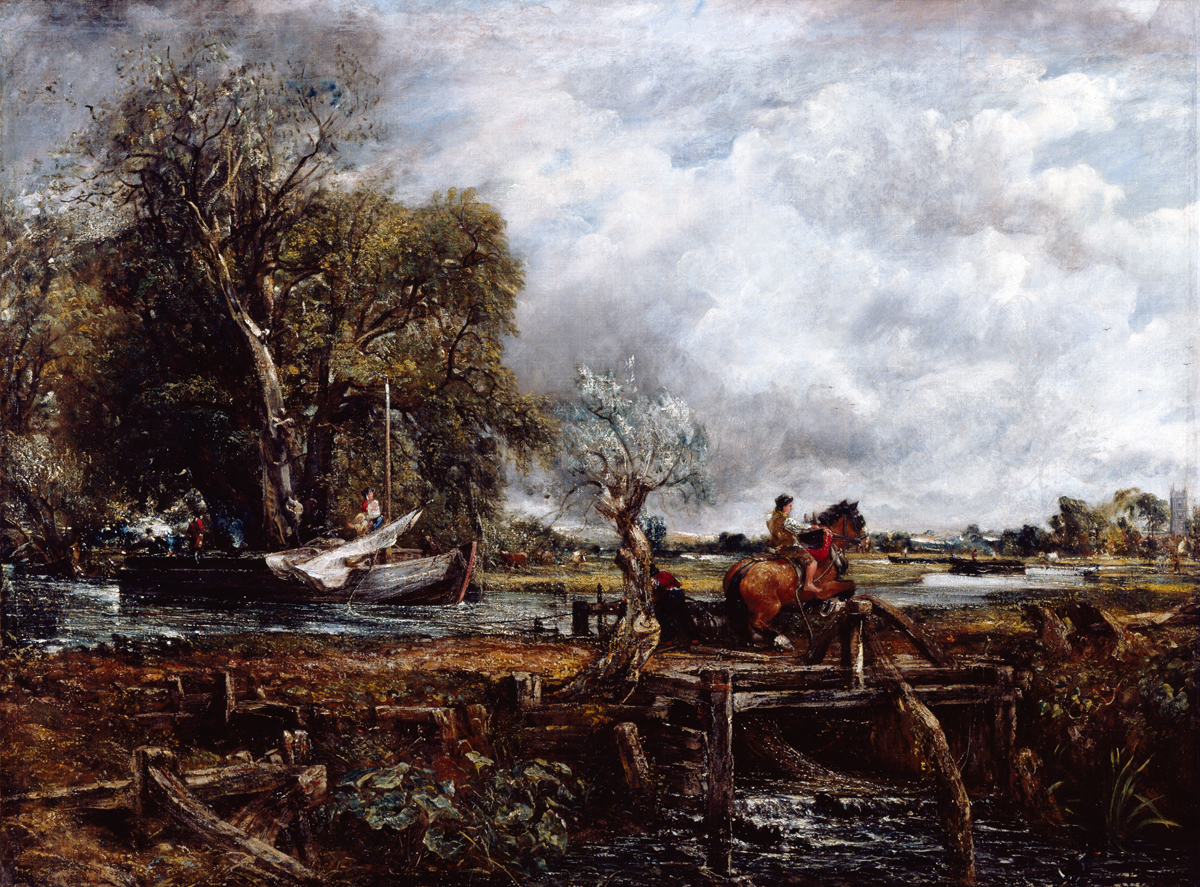
The Leaping Horse, 1825

## Historie en waardering
Constable exposeerde zijn six-footers steeds afzonderlijk in Londen, zodra gereed, maar zonder veel succes. Over het algemeen trokken ze weinig aandacht, er was kritiek op de relatief losse penseelvoering en vooral ook werden ze als "te groot" afgedaan. De hooiwagen, aanvankelijk onder de titel Landschap, 's-middags, werd in 1821 tentoongesteld bij de Royal Academy of Arts, maar vond er geen koper. De Franse kunstschilder Théodore Géricault echter, die toen in Londen was en de expositie van het werk bezocht, was wel onder de indruk en prees het werk na zijn terugkomst in Frankrijk in alle toonaarden. Een Franse kunstverzamelaar kocht vervolgens in 1824 drie van zijn six-footers op, waaronder De hooiwagen, en stelde ze in datzelfde jaar tentoon in de Parijse salon. De kritieken waren unaniem lovend en prezen vooral de spontaniteit van de werken. Criticus Charles Nodier vergeleek Constables werk met de zeventiende-eeuwse Hollandse meesters. Eugène Delacroix was helemaal lyrisch over de werken en liet zich er direct door beïnvloeden. Koning Karel X van Frankrijk onderscheidde De hooiwagen met een gouden medaille.
Het grote succes van Constable in Frankrijk stond uiteindelijk aan de wieg van diens roem in Europa, die snel steeg, en krikte zijn reputatie in Engeland op tot ongekende hoogte. Kort na de verkoop, in 1828, verhuisde De hooiwagen alweer terug naar Engeland, waar het uiteindelijk, via de verzamelingen van Edmund Higginson en George Young, in 1866 in de privécollectie van sir Henry Vaughan terechtkwam. In 1886 doneerde deze het schilderij aan de National Gallery, waar het zich nog steeds bevindt en geprezen wordt als het belangrijkste werk uit de Engelse romantiek.